# Облога Білгорода-Київського (1158)
Облога Білгорода-Київського у 1158 році  — невдала спроба Ізяслава Давидовича вибити Мстислава Ізяславича з Київської землі.

## Причини
Конфлікт почався через те, що Великий князь київський Ізяслав Давидович відмовився видати Ярославу Осмомислу Галицькому його двоюрідного брата Івана Берладника і вирішив використовувати його претендентом на галицький престол. Ізяслав почав збори для походу на Галич, але противники випередили його. Волинський князь Мстислав зайняв Білгород — літописне місто на правому березі річки Ірпінь (притока Дніпра; нині село Білогородка Києво-Святошинського району Київської області.

## Наслідки
Ізяслав з племінником, чорними клобуками і половцями осадив Білгород. У ході облоги чорні клобуки вступили в переговори з Мстиславом. Зрозумівши це, Ізяслав зняв облогу й виїхав на лівобережжя Дніпра, фактично віддавши супротивникам Київ.